# 连寺沟泰山庙
连寺沟泰山庙，位于中华人民共和国山西省忻州市忻府区臧寨乡花寨村，已列为山西省文物保护单位。

## 保护
2016年6月6日，连寺沟泰山庙由山西省人民政府公布为第五批山西省文物保护单位，编号5-48。